# 諏訪暁彦
諏訪　暁彦（すわ　あきひこ　1972年‐ ）は、日本の実業家。

2006年10月、オープンイノベーションの実践を支援する技術仲介事業者、株式会社ナインシグマ・ジャパンを創業、同社代表取締役社長。